# التوت
التوت (به آلمانی: Althütte) یک شهرداری در آلمان است که در بادن-وورتمبرگ واقع شده‌است.

## خصوصیات
التوت ۱۸٫۱۵ کیلومترمربع مساحت دارد ۴۹۷ متر بالاتر از سطح دریا واقع شده‌است.

## خواهرخوانده
شهر اوبرتیلیاخ خواهرخواندهٔ التوت هست.